# Mouriño
Mouriño (també conegut com a Pueblo Mouriño), és una entitat de població de l'Uruguai, ubicada al departament de Durazno.
Es troba 61 metres sobre el nivell del mar. Té una població aproximada de 186 habitants.